# Sunday Oliseh
Sunday Oliseh (Abavo, Nigeria, 14 de septiembre de 1974) es un entrenador de fútbol nigeriano y excentrocampista defensivo. Físico pero técnicamente talentoso, jugó para los mejores clubes europeos, incluidos Ajax, Borussia Dortmund y Juventus. Es ampliamente considerado como uno de los mejores centrocampistas africanos de todos los tiempos.

## Trayectoria

### Como jugador
Sunday Oliseh se desempeñó en la posición de centrocampista de contención y, tras pasar por el Standard de Lieja de Bélgica(desde los 16 años de fines de 1990 hasta 1994), dio el salto a la Liga Italiana para enrolarse en las filas del Reggina. Tras pasar fugazmente por el conjunto italiano, Oliseh fue fichado por el Colonia en 1995 donde se consagró y fue elegido mejor pivote defensivo de la Bundesliga.
Su gran actuación con el cuadro alemán, le avaló para llegar a un grande de Europa, el Ajax de Ámsterdam. Con los tulipanes ganó el doblete en 1998 y la Copa de Holanda al año siguiente. Cuenta Oliseh, que jugar en el equipo de Ámsterdam fue lo máximo porque además de ganar practicaban un fútbol de ensueño. El siguiente destino del nigeriano sería la Juventus de Turín, donde tuvo un efímero paso puesto que el entrenador no le confiaba muchos minutos.
Tras abandonar a los bianconeros donde permaneció una temporada, Oliseh recaló de nuevo en la Liga Alemana, en el Borussia Dortmund donde recuperó su mejor fútbol y con el que llegó a ganar la Bundesliga en 2002. Posteriormente pasó al Bochum donde de nuevo fue elegido uno los mejores en la posición de contención de la Bundesliga. En marzo de 2004, Oliseh fue despedido del Borussia Dortmund después de darle un cabezazo a su compañero de equipo Vahid Hashemian mientras estaba cedido en el VfL Bochum, supuestamente por comentarios racistas.
En enero de 2006, a la edad de 31 años, Oliseh se retiró del fútbol profesional después de jugar media temporada para el club de la Primera División A belga, el KRC Genk.

### Como entrenador
Oliseh comenzó su carrera como entrenador en Bélgica con equipos juveniles en la 3.ª División belga Verviers, en particular el equipo sub-19. Pasó al primer equipo como entrenador jefe en la temporada 2008-09 de Verviers. Durante la temporada 2014-15, fue nombrado entrenador jefe y director del club de la 3.ª División belga RCS VISE.
El 27 de diciembre de 2016, se anunció que Oliseh había sido designado como el nuevo entrenador de Fortuna Sittard. Fue despedido el 14 de febrero de 2018,  y afirmó que la razón por la que fue despedido fue porque se negó a participar en actividades ilegales en el club. 
Tras dos años sin club, en marzo de 2020, Oliseh declaró que había rechazado "dos trabajos de clubes belgas", pero que esperaba la oferta adecuada. 
En junio de 2022, fue nombrado nuevo entrenador en jefe del club alemán SV 19 Straelen .  En agosto de 2022, después de solo dos meses a cargo, renunció a su cargo después de que el equipo sufriera cinco derrotas en cinco juegos. 

## Selección nacional

### Como jugador
Fue internacional con la selección de fútbol de Nigeria entre 1993 y 2002, jugando 63 partidos y marcando 4 goles, fue parte de la "generación dorada" del fútbol nigeriano con grandes victorias en los mundiales y 1 título olímpico. 
Participó en los mundiales de Estados Unidos 1994 con 20 años y Francia 1998 donde marcó un espectacular gol de fuera del área que le dio la victoria sobre España por 3-2. Nigeria en ambas competiciones fue campeón de grupo pero a pesar de su buen fútbol las dos veces cayó en octavos. En las olimpiadas de Atlanta 1996 se consagró campeón olímpico con las "Super Águilas" de Nigeria al derrotar 3-2 a la favorita Argentina en la gran final. 
Además a comienzos de 1994 con 19 años disputó la Copa de África con las Águila Verdes donde consagran campeones y el nigeriano fue elegido el mejor jugador de la competición. 
Después de perderse la selección para la Copa Mundial, Oliseh se retiró del fútbol internacional en junio de 2002, exigiendo que se pagaran las asignaciones no pagadas y las cuotas adeudadas.

#### Participaciones en torneos internacionales
| Torneo                            | Sede           | Resultado        |
| --------------------------------- | -------------- | ---------------- |
| Copa Mundial de Fútbol de 1994    | Estados Unidos | Octavos de final |
| Copa Mundial de Fútbol de 1998    | Francia        | Octavos de final |
| Copa Africana de Naciones de 2002 | Malí           | Tercer lugar     |

### Como entrenador
En 2015-16, fue designado por la Federación Nigeriana de Fútbol (NFF) como Entrenador Jefe del Equipo Nacional de Nigeria (Super Eagles of Nigeria), donde logró una estadística impresionante de 14 juegos (solo 2 derrotas), 19 goles marcados, 6 concedidos. Clasificó a Nigeria al torneo CHAN en Ruanda, clasificó a Nigeria a la fase de grupos de las eliminatorias de la Copa del Mundo de 2018 y en su primer partido como entrenador jefe de Nigeria en una clasificación de la AFCON logró un empate en Tanzania. Renunció como entrenador nacional de Nigeria alrededor de las 2:28 am del 26 de febrero de 2016, exactamente un mes antes del encuentro del equipo con los Faraones de Egipto en las eliminatorias de la AFCON. Apenas llevaba 8 meses como entrenador debido a violaciones de contrato, falta de apoyo, salarios y beneficios impagos a sus jugadores, entrenadores asistentes y a él mismo.

### Participaciones en torneos internacionales
| Torneo                                  | Sede   | Resultado    |
| --------------------------------------- | ------ | ------------ |
| Campeonato Africano de Naciones de 2016 | Ruanda | Disputándose |

## Clubes
| Club              | País         | Año       |
| ----------------- | ------------ | --------- |
| Julius Berger     | Nigeria      | 1990      |
| RFC Lieja         | Bélgica      | 1990-1994 |
| Reggiana          | Italia       | 1994-1995 |
| 1. FC Köln        | Alemania     | 1995-1997 |
| Ajax Ámsterdam    | Países Bajos | 1997-1999 |
| Juventus FC       | Italia       | 1999-2000 |
| Borussia Dortmund | Alemania     | 2000-2002 |
| VfL Bochum        | Alemania     | 2002-2004 |
| Borussia Dortmund | Alemania     | 2004-2005 |
| KRC Genk          | Bélgica      | 2005-2006 |